# Kolbasov, Snina
Kolbasov este o comună slovacă, aflată în districtul Snina din regiunea Prešov, pe malul râului Ulička⁠(d). Localitatea se află la altitudinea de 312 m deasupra n.m., se întinde pe o suprafață de 15,97 km2 și în 2017 număra 75 de locuitori. Se învecinează cu Topoľa, Ruský Potok, Uličské Krivé, Ulič, Klenová, Stakčínska Roztoka și Kalná Roztoka.

## Istoric
Localitatea Kolbasov este atestată documentar din 1548.

## Demografie
| An:                | 1994 | 2004    | 2014    | 2024    |
| ------------------ | ---- | ------- | ------- | ------- |
| Număr de persoane: | 179  | 117     | 85      | 61      |
| Diferență:         |      | −34,63% | −27,35% | −28,23% |

| An:                | 2023 | 2024   |
| ------------------ | ---- | ------ |
| Număr de persoane: | 62   | 61     |
| Diferență:         |      | −1,61% |